# Château de Mons (Gers)
Pour les articles homonymes, voir Château de Mons.
Le château de Mons se situe sur la commune de Caussens, dans le département du Gers en région Occitanie. Outre le château historique, il abrite un domaine viticole.

## Histoire
Construit en 1285 par le roi d'Angleterre Édouard Ier, le château de Mons est situé sur le chemin de Saint-Jacques-de-Compostelle, sur le site d'une ancienne villa gallo-romaine. Il fut détruit lors de la guerre de Cent Ans et reconstruit sur les ruines à la Renaissance.
Après plusieurs familles propriétaires, dont les comtes du Bouzet, il finit par être vendu, en 1963, à la chambre d'agriculture du Gers.

## Les ressources du domaine

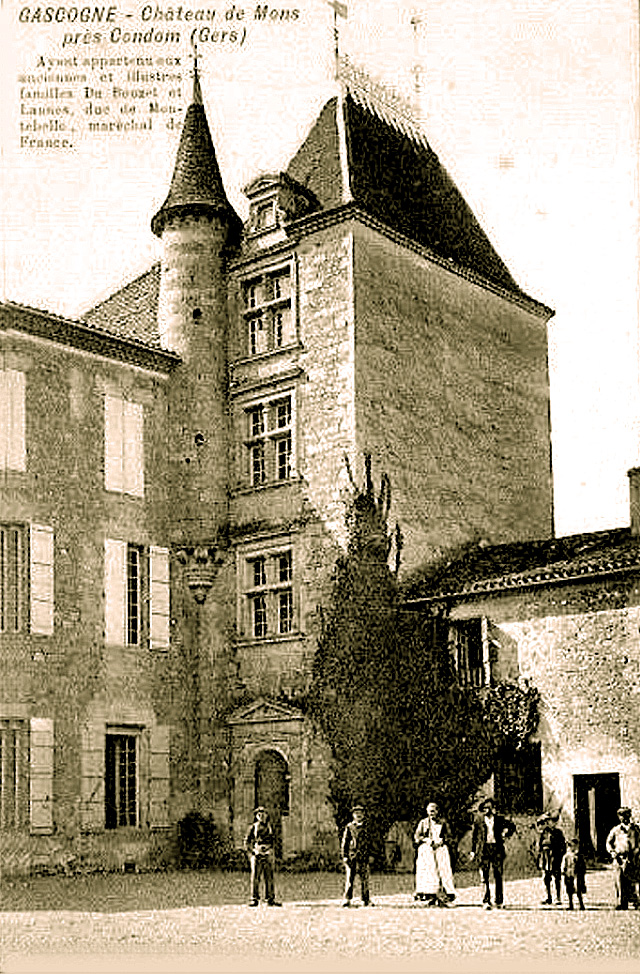
Château de Mons, au début du XXe siècle.

### Utilisation des locaux
Les locaux sont loués pour des fêtes (mariages, réceptions privées, séminaires, séjours à thèmes,...).

### Intérêt historique
Le château aurait appartenu à la famille Lannes, descendants du maréchal Jean Lannes, dont on peut trouver les armoiries dans la chapelle. 
En outre, le plafond de la chapelle est décoré du blason de Mgr Pierre-Henri Gerault de Langalerie, Archevêque d'Auch.

### Production viticole
Depuis le 21 janvier 1963 le château est la propriété de la chambre d'agriculture du Gers. Ce domaine viticole produit du vin, du floc de Gascogne et de l'armagnac.

### Intérêt scientifique
Le domaine accueille la collection de cépage du conservatoire du patrimoine biologique régional Midi-Pyrénées.
Au domaine de Mons, une cuverie d'essai a été installée. Animée par un ingénieur agronome de l'institut français de la vigne et du vin, la cuverie expérimentale permet de mener des essais de vinification sur les cépages locaux, en collaboration avec les producteurs de vin de pays des côtes de Gascogne.